# Dominic Chatto
Dominic Chatto Bashir Jamilu (Kaduna, 7 dicembre 1985) è un ex calciatore nigeriano, di ruolo centrocampista.

## Carriera

### Club
Dopo il campionato vinto in Finlandia nel 2008 e i cinque anni trascorsi in Svezia all'Häcken, il 9 febbraio 2014 Chatto firmò ufficialmente un contratto biennale con i norvegesi del Bodø/Glimt.
Il 10 marzo 2017 è stato tesserato dagli svedesi del Falkenberg, con cui ha raccolto 25 presenze nel campionato di Superettan 2017, ma poi a causa di problemi fisici è riuscito a collezionare solo 2 presenze nella Superettan 2018 (conclusa con la promozione) e solo una presenza nel corso dell'Allsvenskan 2019.

## Palmarès

### Club

#### Competizioni nazionali
- Campionato finlandese: 1

Inter Turku: 2008
- Liigacup: 1

Inter Turku: 2008